# Meridià 134 a l'oest
El meridià 134 a l'oest de Greenwich és una línia de longitud que s'estén des del pol Nord travessant l'oceà Àrtic, Amèrica del Nord, l'oceà Pacífic, l'oceà Antàrtic, i l'Antàrtida fins al pol Sud.
El meridià 134 a l'oest forma un cercle màxim amb el meridià 46 a l'est. Com tots els altres meridians, la seva longitud correspon a una semicircumferència terrestre, uns 20.003,932 km. Al nivell de l'Equador, és a una distància del meridià de Greenwich de 14.917 km.

## De Pol a Pol
Començant en el pol Nord i dirigint-se cap al pol Sud, aquest meridià travessa:
| Coordenades                               | País, territori o mar | Notes |
| ----------------------------------------- | --------------------- | --- |
| 90° 0′ N, 134° 0′ O / 90.000°N,134.000°O  | Oceà Àrtic            | |
| 74° 41′ N, 134° 0′ O / 74.683°N,134.000°O | Mar de Beaufort       | |
| 69° 32′ N, 134° 0′ O / 69.533°N,134.000°O | Canadà                | Territoris del Nord-oest — illa Richards i continent Yukon — uns 2 km des de 67° 0′ N, 134° 0′ O / 67.000°N,134.000°O Territoris del Nord-oest — uns 8 km des de 66° 59′ N, 134° 0′ O / 66.983°N,134.000°O Yukon — des de 66° 55′ N, 134° 0′ O / 66.917°N,134.000°O Colúmbia Britànica — des de 60° 0′ N, 134° 0′ O / 60.000°N,134.000°O |
| 58° 47′ N, 134° 0′ O / 58.783°N,134.000°O | Estats Units          | Alaska — Sud-est d'Alaska (continent) i Admiralty |
| 57° 19′ N, 134° 0′ O / 57.317°N,134.000°O | Frederick Sound       | |
| 57° 4′ N, 134° 0′ O / 57.067°N,134.000°O  | Estats Units          | Alaska — Illa Kupreanof i illa Kuiu |
| 56° 5′ N, 134° 0′ O / 56.083°N,134.000°O  | Oceà Pacífic          | Passa entre illa Coronation i illa Warren, Alaska, Estats Units · Passa a l'oest de l'illa Noyes, Alaska, Estats Units |
| 60° 0′ S, 134° 0′ O / 60.000°S,134.000°O  | Oceà Antàrtic         | |
| 74° 29′ S, 134° 0′ O / 74.483°S,134.000°O | Antàrtida             | Territori no reclamat |